# Seceda
Seceda (llamada oficialmente San Silvestre de Seceda) es una parroquia y una aldea española del municipio de Folgoso de Caurel, en la provincia de Lugo, Galicia.

## Límites
Limita con las parroquias de San Xoán de Lóuzara (Samos) y Meiraos al norte, Seoane y Folgoso al este, Folgoso al sur y Santalla (Samos) al oeste.

## Organización territorial
La parroquia está formada por tres entidades de población:

### Entidades de población
Entidades de población que forman parte de la parroquia:
- Cortes
- Seceda

### Despoblado
Despoblado que forma parte de la parroquia:
- Lousadela

## Demografía

### Parroquia
| Gráfica de evolución demográfica de Seceda (parroquia) entre 2000 y 2020 |
|                                                                          |
| Datos según el nomenclátor publicado por el INE.                         |

### Aldea
| Gráfica de evolución demográfica de Seceda (aldea) entre 2000 y 2020 |
|                                                                      |
| Datos según el nomenclátor publicado por el INE.                     |

## Lugares de interés
- Iglesia de San Silvestre